# Ленінське сільське поселення (Абатський район)
Ле́нінське сільське поселення (рос. Ленинское сельское поселение) — муніципальне утворення у складі Абатського району Тюменської області, Росія.
Адміністративний центр — селище Ленінка.

## Історія
3 листопада 1923 року була утворена Балаїрська сільська рада. 5 листопада 1934 року була утворена Ленінська селищна рада. 18 липня 1961 року ліквідована Балаїрська сільрада.
2004 року Ленінська сільська рада перетворена в Ленінське сільське поселення.

## Населення
Населення — 860 осіб (2020; 902 у 2018, 1118 у 2010, 1592 у 2002).

## Склад
До складу поселення входять такі населені пункти:
| Населений пункт  | Населення, осіб (2002) | Населення, осіб (2010) |
| ---------------- | ---------------------- | ---------------------- |
| Балаїр, присілок | 149                    | 105                    |
| Восток, селище   | 185                    | 67                     |
| Ленінка, селище  | 1000                   | 813                    |
| Лісний, селище   | 89                     | 39                     |
| Марай, селище    | 80                     | 46                     |
| Мирний, селище   | 18                     | 0                      |
| Чапаєво, селище  | 71                     | 48                     |